# Un flic (film, 1972)
Pour les articles homonymes, voir Un flic.
Pour plus de détails, voir Fiche technique et Distribution.
Un flic est un film franco-italien réalisé par Jean-Pierre Melville et sorti en 1972.
Tourné en 1971-1972 et sorti en salles le 25 octobre 1972,, il est le dernier long métrage de Jean-Pierre Melville, décédé l'année suivante.

## Synopsis
Une citation d'Eugène-François Vidocq est placée en exergue du film : « Les seuls sentiments que l'homme ait jamais été capable d'inspirer au policier sont l'ambiguïté et la dérision… »
Simon (Richard Crenna), Louis (Michael Conrad), Marc (André Pousse) et Paul (Riccardo Cucciolla) forment un gang dont les coups sont minutieusement préparés et minutés. Tandis que Simon possède une boîte de nuit rue d'Armaillé, le Simon's, Paul est un ancien sous-directeur de banque de soixante ans, licencié pour des raisons de compression de personnel, qui fait croire à sa femme qu'il a été nommé directeur du personnel dans une entreprise à Strasbourg. Cette imposture est à la fois le prétexte de ses absences et la justification de leur confortable train de vie.
Le 23 décembre en fin d'après-midi, les quatre hommes attaquent une banque à Saint-Jean-de-Monts, en Vendée. Au cours du braquage, Marc est grièvement blessé. Ses complices le font hospitaliser à la clinique Geoffroy Saint-Hilaire (59, rue Geoffroy-Saint-Hilaire à Paris), sous un faux nom. Mais le lendemain, apprenant par la presse que la police recherche un homme blessé par balles lors du hold-up, les trois autres malfrats décident de l'exfiltrer. Comme leur tentative échoue, ils font achever leur complice par Cathy (Catherine Deneuve), la maîtresse de Simon, déguisée en infirmière.
Chaque soir, le commissaire Édouard Coleman (Alain Delon) commence son « périple » par la descente des Champs-Élysées. Son domaine, ce sont les nuits parisiennes : assassinats de prostituées, jeux clandestins, pickpockets, pédérastie. Il finit régulièrement sa tournée à la fermeture de la boîte de nuit de Simon, dont il semble ignorer les activités criminelles. Une amitié vénéneuse lie les deux hommes, tous deux amants de la même femme, Cathy.
Le commissaire Coleman apprend par un indicateur, le travesti Gaby (Valérie Wilson), qu'une importante quantité de drogue va transiter à bord du train de nuit Paris-Lisbonne. Le transfert doit être effectué par un passeur professionnel, un certain Mathieu la Valise (Jean Minisini), avec la complicité d'un douanier. Coleman monte une opération pour prendre sur le fait le passeur et le douanier à Bayonne.
Ce qu'ignore Coleman, c'est que Simon et sa bande ont projeté un nouveau coup particulièrement audacieux. Ils entendent récupérer la drogue convoyée par Mathieu la Valise pendant le trajet, en profitant du passage du train sur la plus longue ligne droite ferroviaire de France (45 km), située entre Lamothe et Morcenx, sur la ligne de Bordeaux-Saint-Jean à Irun. Depuis un hélicoptère qui survole le train, Simon descend sur l'une des voitures et y pénètre pour neutraliser le passeur. Le coup réussit et la marchandise s'envole dans les airs avec Simon. Le lendemain, à Paris, apprenant que Mathieu la Valise a été contrôlé à Bayonne sans son chargement, Coleman est furieux. Persuadé qu'il a été victime d'une machination, il s'en prend à Gaby.
Entre-temps, l'autopsie révèle l'identité du cadavre de Marc. Coleman parvient à établir le lien entre Marc et Louis, qui est arrêté facilement. Contre toute attente, Louis finit par parler. Le commissaire retourne au Simon's pour faire comprendre à Simon, non sans une certaine ambiguïté, qu'il n'ignore plus rien de ses activités. Simon avertit Paul par téléphone. Celui-ci, sur le point d'être arrêté, se suicide. Simon organise sa fuite avec Cathy. Mais au petit matin Coleman l'attend à la sortie d'un hôtel de l'avenue Carnot. Il l'interpelle mais, Simon semblant sortir son revolver, il l'abat sous les yeux de Cathy, affirmant ensuite « qu'il n'était pas sûr qu'il se suiciderait, lui ».

## Fiche technique
- Titre original français : Un flic
- Titre italien : Notte sulla città
- Titre anglais : Dirty Money
- Réalisation et scénario : Jean-Pierre Melville
- Musique : Michel Colombier
  - Paroles : Charles Aznavour, avec la voix d'Isabelle Aubret
- Adjoint à la réalisation : Marc Grunebaum
- Photographie : Walter Wottitz
- Montage : Patricia Nény
- Décors : Théobald Meurisse
- Costumes : Colette Baudot, Yves Saint Laurent (pour Catherine Deneuve)
- Producteur : Robert Dorfmann
- Sociétés de production : Oceania Films, Euro International Film et Les Films Corona
- Distribution : Dulac Distribution
- Budget : N/A
- Pays de production :  France,  Italie
- Genre : policier, thriller
- Dates de sortie :
  - France : 25 octobre 1972
- Affiche : René Ferracci (France)

## Distribution
- Alain Delon : le commissaire Édouard Coleman
- Richard Crenna (VF : Jean Berger) : Simon
- Catherine Deneuve : Cathy, la maîtresse de Simon
- Michael Conrad (VF : Jean Davy) : Louis Costa
- Riccardo Cucciolla : Paul Weber
- Paul Crauchet : Morand, l'adjoint du commissaire
- André Pousse : Marc Albouis
- Simone Valère : la femme de Paul Weber
- Jean Minisini : Mathieu « la valise » (crédité Léon Minisini)
- Valérie Wilson : Gaby, le travesti
- Henri Marteau : le commissaire Sasia, l'instructeur au stand de tir
- Jean Desailly : le riche pédéraste
- Dominique Zentar : le gigolo
- Catherine Rheti : l'infirmière à la clinique
- Stan Dylik : l'ami de Louis Costa
- Philippe Gasté : un policier
- Jako Mica : la patronne du bistrot
- Roger Fradet : le guichetier de la banque
- Pierre Vaudier : le caissier de la banque
- Jacques Galland : le contrôleur de train
- Jean-Pierre Posier : un truand
- Jacques Leroy : le gangster au briquet
- Franco Manzecchi : un gangster
- Jo Tafanelli : le joueur de poker
- Pamela Stanford : une danseuse au cabaret Simon's
- Louis Grandidier
- Georges Florian
- Michel Frétault
- Gene Moyle
- Nicole Témime

## Lieux de tournage

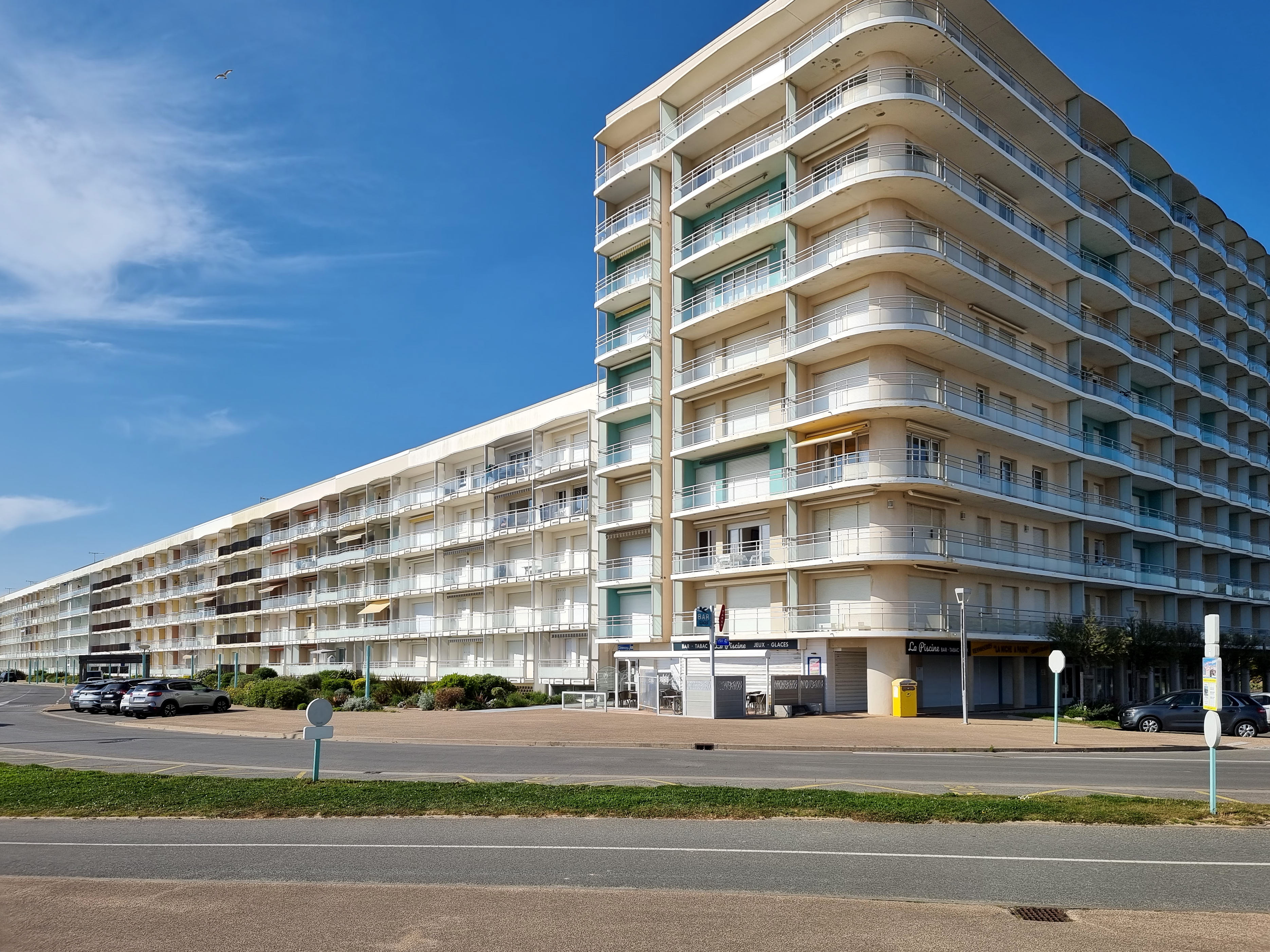
Saint-Jean-de-Monts - La Piscine lieu de tournage.

Le hold-up a été tourné à Saint-Jean-de-Monts (Vendée) au café Le Cardinal (désormais La Piscine) maquillé en agence bancaire de la Banque nationale de Paris.
Les scènes relatives au poste de police dans le sous-sol du siège social de la société SERETE à Paris, au 74 rue Regnault, dans le 13e arrondissement. C’est aujourd’hui le siège de la direction générale des ressources humaines du ministère de l’Éducation nationale.
Les truands se retrouvent pour traiter la blessure de Marc dans une salle du musée du Louvre qui abritait les impressionnistes avant l'ouverture du musée d'Orsay en 1986. Marc est hospitalisé à la clinique Geoffroy Saint-Hilaire (59, rue Geoffroy-Saint-Hilaire - 5e arrondissement de Paris) où deux scènes sont tournées (façade et entrée).

## Musique du film
Le générique de fin est chanté par Isabelle Aubret avec la chanson C'est ainsi que les choses arrivent composée par Michel Colombier et écrite par Charles Aznavour,.
La bande originale du film de Michel Colombier est sortie chez Barclay avec le 45 tours 61.692. En face A figure C'est ainsi que les choses arrivent, en face B figure Un monsieur distingué. Ces deux morceaux figurent sur le CD Jean-Pierre Melville Le Cercle Noir.

## Accueil

### Accueil critique
Tristan Renaud dans la revue Cinéma 72 est déçu par l'évolution de Jean-Pierre Melville et notamment par l'évolution de ses sujets, qui deviennent de simples histoires de voleurs. Il considère le scénario comme insignifiant.
Dans la revue Positif, Gérard Legrand est lui aussi très sévère à l'égard du film : « On n'ose parler de « vide », car ce mot a encore quelque chose de « mallarméen », qui force le respect. »
Télérama est plus positif, « fasciné, hypnotisé par le déroulement minutieux du casse dans le train, par les regards acérés, par l'élégance des silhouettes, par le respect mutuel et tacite de ceux qui s'affrontent alors qu'ils sont les mêmes », et salue encore le « modèle d'intensité plastique » de la scène d'ouverture.
Mais Arte explique que « le génial Un flic dérouta le public et la critique car Melville y succombe sans frein aucun aux sirènes de l’abstraction, à un degré jamais atteint au cinéma y compris dans ses films policiers précédents. »

### Accueil public
Après une première mondiale à Lyon pour l’inauguration des « 4 Pathé » le 24 octobre 1972, le film sort le lendemain à Paris dans 15 salles (Gaumont-Colisée, Gaumont-Convention, Gaumont-Gambetta, Gaumont-Rive Gauche, Caravelle, Fauvette, Français, Victor Hugo ; sept salles en périphérie), avec 106 102 entrées en 1re semaine. Après 11 semaines d’exploitation, le film totalise 354 806 entrées à Paris. Au total, le film totalise plus de 1,4 million de spectateurs sur toute la France, loin des 4,3 millions du Cercle rouge, mais proche du 1,9 million du Samouraï,,.
Un flic recueille une note de 3/5 pour 453 critiques sur Allociné. Rotten Tomatoes affiche un tomatometer de 81 % pour 32 critiques et un score d'audience de 69 % pour plus de 1 000 avis.

## Autour du film
- C'est le dernier film de Jean-Pierre Melville. Il préparait son prochain film Contre-enquête avec Yves Montand. Après sa mort, Philippe Labro entreprit de reprendre le projet avant de renoncer.
- À la dix-septième minute, on aperçoit des noms familiers sur le mur de la chambre : on remarque notamment ceux de « Jef Costello » (Le Samouraï), de « Roger Sarthet » (Le Clan des Siciliens) et de « Roch Siffredi » (Borsalino), trois personnages précédemment incarnés par Alain Delon, ainsi que celui de « Gustave Minda », protagoniste du Deuxième Souffle de Melville.

## DVD et VOD
Le film est diffusé en DVD, blu-ray et sur différentes plate-formes de VOD[réf. nécessaire].
Le DVD édité par Studio Canal Vidéo en mai 2005 comporte un documentaire avec Jean-François Delon (1er assistant réalisateur, frère d'Alain Delon) et Florence Moncorgé-Gabin (script-girl, fille de Jean Gabin) et inclut des extraits du Journal Télévisé de 20h du 6 mars 1972 et de l'émission Pour le Cinéma du 12 mars 1972, montrant des images du tournage[réf. nécessaire].